# Tommaso Carapella

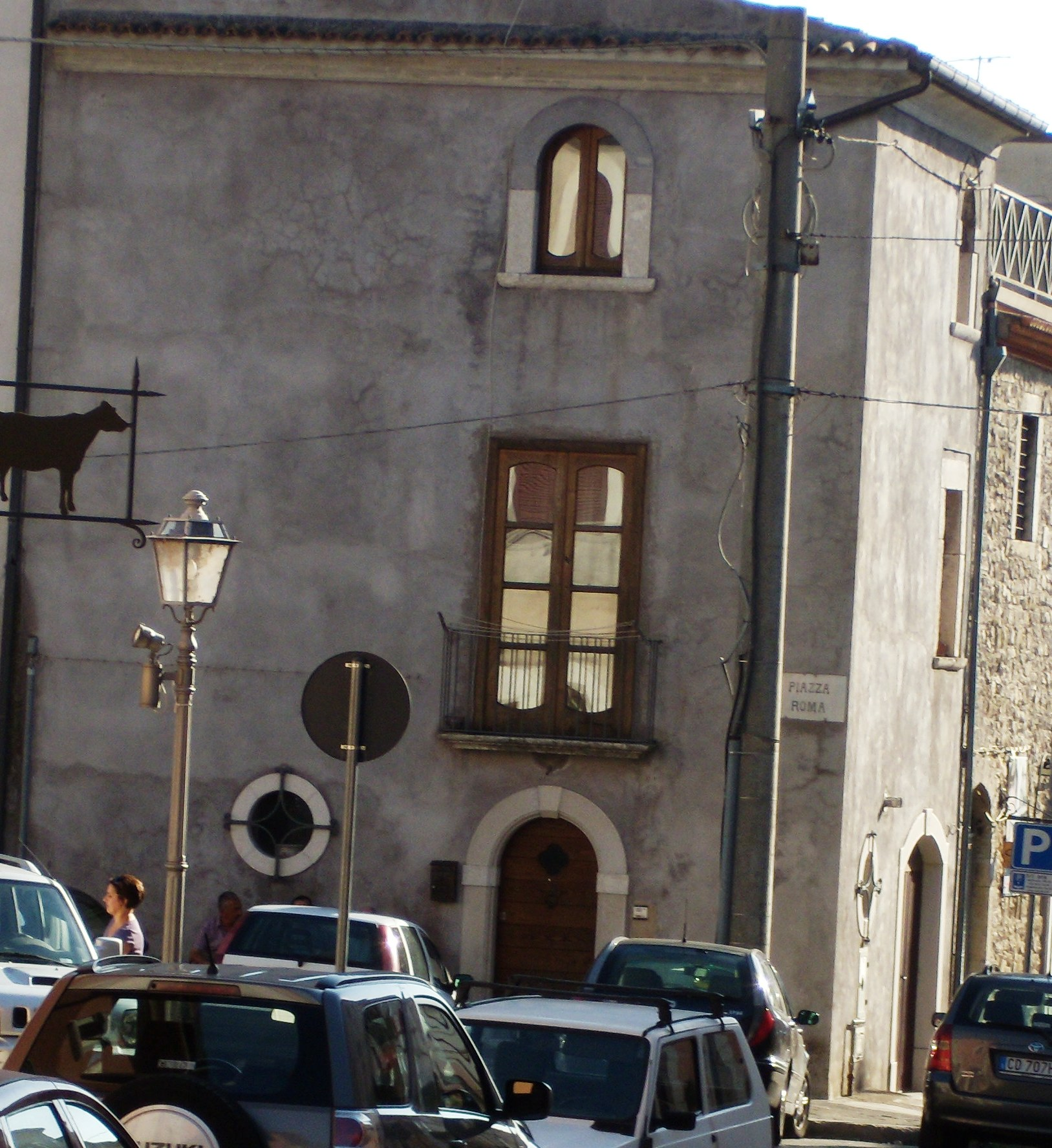
La casa del musicista Tommaso Carapella in Cerreto Sannita.

Tommaso Carapella (Cerreto Beneventano, 1655 – Napoli, 20 settembre 1736) è stato un musicista italiano.

## Biografia

### Controversie sul nome
Secondo il Rotondi, poi ripreso dal Mazzacane, il suo nome era Francesco ma il Pescitelli li sconfessa citando due documenti originari nei quali il musicista veniva chiamato Tommaso e non Francesco. I documenti sono: 
1. il testamento di Giuseppe Ciaburro, proprietario dell'omonimo palazzo oggi sede della Comunità Montana, nel quale vi è scritto che in occasione di una festa venne chiamato il musicista Tommaso Carapella da Napoli;
2. l'atto di morte del Carapella dal quale si apprende che questi morì nel monastero di Monteoliveto a Napoli il 20 settembre 1736 a ottantatré anni circa.

A conferma della sua tesi il Pescitelli cita inoltre altri due documenti conservati nell'archivio parrocchiale di Cerreto Sannita che evidenziano che il Francesco dei quali parlano il Rotondi e il Mazzacane non era un musicista ma un chierico ed apparteneva ad un altro ramo della casata.

### Vita
Sin da giovane mostrò forti attitudini nello studio della composizione musicale e per questo fu inviato dai genitori a studiare a Napoli nel Conservatorio di Santa Maria di Loreto. 
In breve tempo divenne "ottimo compositore, ottimo contrappuntista ed eccellente maestro di canto" godendo di moltà celebrità. Veniva infatti chiamato ad esibirsi in feste, battesimi, nozze e riti funebri. 
Fu maestro della chiesa di Monteoliveto. 
Nel 1728 dedicò un'opera a Carlo VI d'Asburgo dal titolo Raccolta di canzoni a due voci.
Senza familiari, passò gli ultimi anni della sua vita nel monastero di Monteoliveto dove morì nel 1736.

## Critica
Guido Pannain nel suo saggio La musica a Napoli dal '500 a tutto il '700, a proposito dell'insegnamento che nel 1790 avveniva presso il Conservatorio della Pietà dei Turchini, afferma che venivano studiate le composizioni e i duetti di Steffani e di Carapella.
Il Degrada, nel suo Dizionario degli Italiani, si esprime sul Carapella affermando che "Benché la sua attività si spinga sino a tutto il secondo quarto del Settecento, [...] egli si mostrò fedele sino all'ultimo al mondo stilistico proprio della civiltà musicale barocca [...]"

## Opere
Si riporta un elenco parziale delle opere di Tommaso Carapella:
- Peleo e Teti. Serenata per le nozze di Francesco M. Spinelli principe di Scalea con Rosa Pignatelli dei duchi di Monteleone (1714)
- Il trionfo della Castità per opera del glorioso S. Niccolò vescovo di Mira (1715)
- Funerale per la duchessa di Monteleone, D. Giovanna Pignatelli, eseguita nella chiesa dei Pellegrini (1723)
- Raccolta di canzoni a due voci (1728)
- Arie gravi per la scuola di ben cantare
- Miserere a quattro voci a versetti e senza organo per la chiesa di Monteoliveto
- Il Genio austriaco. Cantata